# Жилкин, Сергей Фёдорович

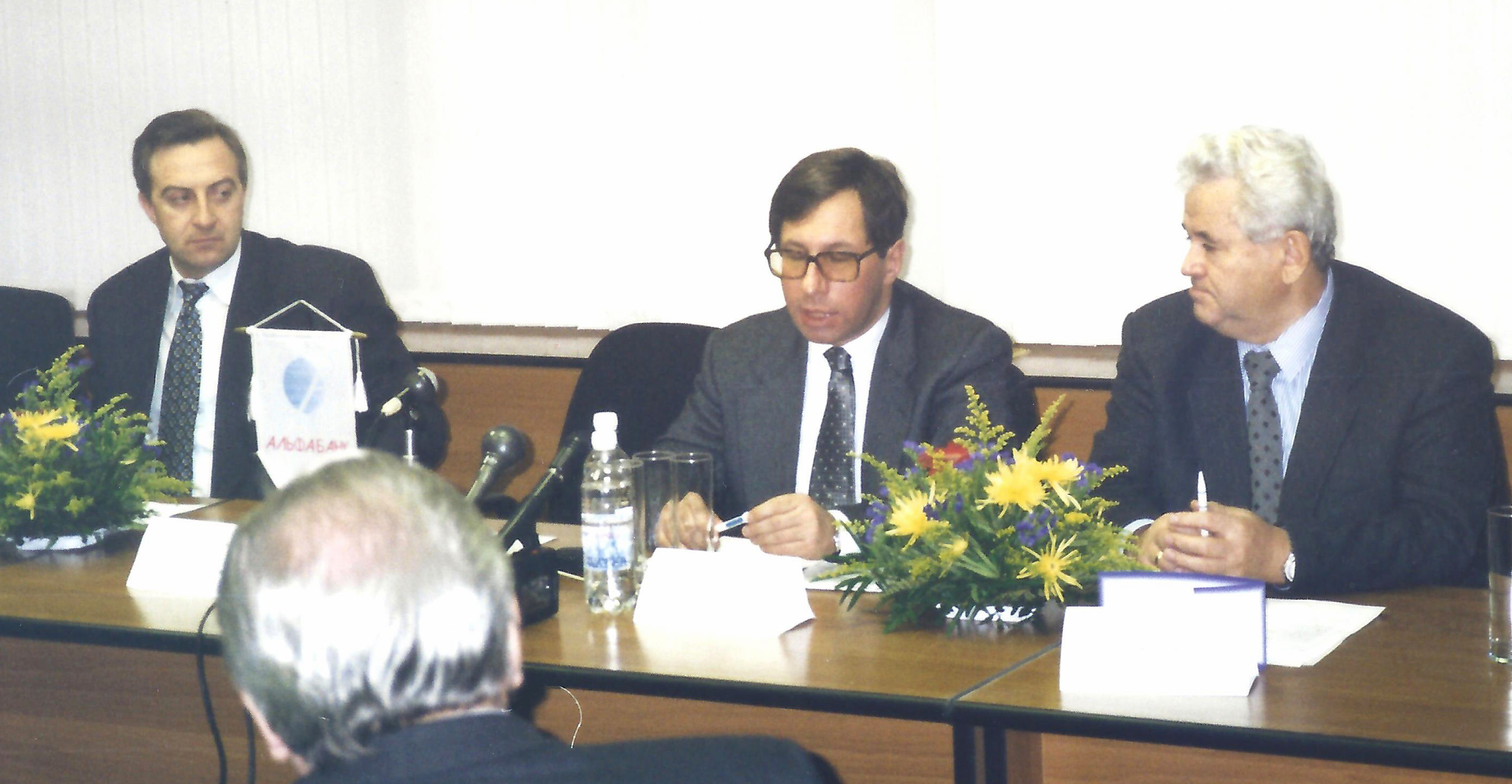
С. Ф. Жилкин, П. О. Авен и А. В. Николаев на открытии дополнительного офиса «Альфа-Банка» в Тольятти, 1998 год

Серге́й Фёдорович Жи́лкин (20 июня 1960, Орск — 15 ноября 2008, Тольятти) — мэр города Тольятти (1994—2000), ректор Тольяттинского государственного университета (2001—2008).

## Биография

### Образование
Родился 20 июня 1960 года в городе Орске и в 1962 году с семьёй переехал в Тольятти.
В 1982 году окончил Тольяттинский политехнический институт (ныне Тольяттинский государственный университет) по специальности «Электрические аппараты», получив при выпуске квалификацию инженера-электромеханика.
В 1991 году окончил Международную школу управления «Сандридж Парк» (Великобритания).
На посту мэра города, заочно окончил Российскую академию государственной службы при Президенте Российской Федерации (Москва).

### Трудовая деятельность
В 1982—1990 годах после окончания ТПИ по распределению работал в г. Дивногорск мастером на «Дивногорский завод низковольтной аппаратуры». По окончании работы молодым специалистом вернулся в г. Тольятти на Волжский автомобильный завод, где был избран заместителем председателя профкома Управления главного энергетика (ныне «Энергетическое производство ЭП ВАЗа»), здесь занимался вместе с Игорем Богдановым профсоюзной и комсомольской общественной деятельностью, затем назначен начальником энергоцеха Научно-технического центра (НТЦ ВАЗа).
В 1990—1991 годах избран народным депутатом, председателем исполкома Автозаводского районного Совета народных депутатов города Тольятти.
В 1991—1994 годах Глава администрации Автозаводского района.
В 1994—2000 годах Мэр города Тольятти — избирался два срока подряд в 1994 и 1996 годах.
В 2001—2008 годах ректор, созданного им, Тольяттинского Государственного университета.

## На посту мэра города
В 1996 году на посту мэра утвердил новый герб Тольятти. Выступил инициатором создания местной телефонной компании АИСТ, впоследствии получив 8,5 % её акций. Учредил муниципальное бюджетное образовательное учреждение высшего образования «Тольяттинская консерватория».
По предложению Жилкина Центром социально-экономического проектирования Института проблем региональной экономики РАН была разработана концепция социально-экономического развития города на перспективу до 2005 года, что было инновацией для России. Такой научный подход имел немало противников, но Жилкину удалось добиться оформления подобного документа через городскую думу Тольятти, для придания ему легитимности. Жилкину же принадлежала идея положить в основу комплекса работ по формированию концепции городского развития новый стратегический выбор города, понимаемый как совокупность приоритетных функций, который он будет выполнять в рассматриваемой перспективе. Для реализации такого подхода было необходимо провести ряд исследований, результаты которых нашли отражение в вышедшей в 1998 году книге «Стратегический выбор города: научный подход», одним из соавторов которой стал Сергей Жилкин.
В 1997 году по инициативе мэра города Сергея Жилкина были сделаны шаги по созданию городского телевидения. При мэрии города существовали «муниципальное телевидение» (МТВ) под управлением Дмитрия Лещинского и «Тольяттинское многоабонентное телевидение» ( МУП ТМТ) под управлением Сергея Ташкина.
В 1998 году инициировал строительство и открытие памятника Татищеву, основателю города Ставрополь-на-Волге.
В 2000 году на посту мэра инициировал в министерстве образования реорганизацию «Тольяттинского политехнического института» в  «Тольяттинский государственный университет». После получения институтом статуса государственного университета Сергей Жилкин добровольно сложил с себя полномочия главы города Тольятти и в июне 2001 года избирался ректором новообразованного университета, с этого периода входил в члены местного отделения партии Союз правых сил, возглавляемого в Тольятти по типу закрытого бизнес-клуба Николаем Брусникиным.

### Кадровые назначения
В 1994 году после своего избрания мэром города, был создан муниципальный «Информационно-аналитический центр» (ИАЦ), который возглавил его начальник избирательного штаба, начальник отдела социологии управления по социальным вопросам ВАЗа Виктор Шамрай. В 1996 году после избрания Сергея Жилкина на второй срок, Виктор Шамрай был назначен заместителем мэра по организационным и правовым вопросам. В 1996 году директором департамента образования мэрии назначил директора средней школы № 51 Любовь Беднову.
В 1994 году заместителем мэра по городскому хозяйству назначил своего предшественника Николая Уткина.
В 1998 году своим первым заместителем мэра по вопросам экономики и финансов назначил депутата городской думы, директора инвестиционных компаний ЗАО ИКК «ЛадаБрокер» и ОАО «МФК» Владимира Ягутяна.

## Общественная деятельность
Был членом ВЛКСМ, был начальником штаба «Комсомольского прожектора».
24 августа 1991 года после августовских событий и поражения ГКЧП, Сергей Жилкин на посту председателя Автозаводского районного исполкома, вместе с председателем районного Совета народных депутатов Автозаводского района Н. Ю. Брусникиным и генеральным директором ВАЗа В. В. Каданниковым сделал совместное официальное заявление о выходе из членов КПСС. 
В 1993 году по инициативе Сергея Фёдоровича был образован фонд «Развитие через образование», учреждена ежегодная муниципальная премия в области образования имени Василия Татищева, присуждаемая ведущим педагогам общеобразовательной и высшей школы.
В 1998—1999 годах являлся членом комиссии Европарламента по программе «ТАСИС — Породненные города» (Брюссель).
В 1998—2000 годах являлся членом Совета по местному самоуправлению при Президенте РФ, Совета по местному самоуправлению при Правительстве РФ, Совета по местному самоуправлению при Председателе Государственной Думы Российской Федерации, членом Правления Российского Союза Местных Властей, членом Правления Международной Ассоциации «Породненные города».
Был председателем благотворительного фонда «Духовное наследие», финансирующего издательские проекты авторов, живущих в городе Тольятти. По его инициативе был реализован проект создания памятника основателю города Ставрополя-на-Волге В. Н. Татищеву (скульптор А. И. Рукавишников), увлекался оздоровительной и боевой системой Нят нам.
Входил в члены Совета АНО «Совет по вопросам управления и развития Самарской области», являлся членом Общественного совета при ГУВД Самарской области, председателем правления НО Фонд «Экономический центр Союза российских городов в Поволжье», в 2006 году был избран президентом Ротари клуба города Тольятти.
На посту ректора активно участвовал в жизни местного отделения партии Союз правых сил (СПС).
Последний проект Сергея Федоровича — создание Приволжского кластерного университета «Автомобилестроение».

## Ректорство
В 2000 году Сергей Фёдорович инициировал создание Тольяттинского государственного университета. 6 июня 2001 года он был назначен ректором ТГУ. На эту должность избирался дважды — 28 июня 2002 года и 26 апреля 2007 года. Под его руководством определены стратегические приоритеты развития Тольяттинского государственного университета, построены два новых учебных корпуса, введён в эксплуатацию физкультурно-оздоровительный комплекс, модернизирована материально-техническая база и создана новая структура университета. В 2003 и 2008 годах вуз успешно прошёл комплексную оценку деятельности, подтвердив статус университета. В 2007 году Тольяттинский государственный университет стал лауреатом конкурса «Системы качества подготовки выпускников образовательных учреждений профессионального образования».

## Научная деятельность
В 1998 году Сергей Фёдорович защитил кандидатскую диссертацию на тему «Методические основы формирования стратегического выбора муниципального образования городского типа». В 1999 году в порядке контроля он был вызван на заседание экспертного совета ВАК РФ, где членов совета интересовало мнение соискателя по различным вопросам становления и развития в стране системы местного самоуправления. В ходе дискуссии Жилкин смог доказать, что достоин присуждения учёной степени кандидата экономических наук.
В 1999 году вышла книга Сергея Жилкина «Стратегический выбор города: научное обоснование и механизм реализации», подготовленная авторским коллективом, включающим сотрудников академического института и мэрии. В книге были опубликованы и основные положения принятой впоследствии концепции комплексного социально-экономического развития Тольятти. Одним из основных положений была необходимость отхода от моноотраслевой структуры городской экономики, в необходимости существенного повышения устойчивости финансового положения города за счёт расширения числа функций, характеризующих его стратегический выбор. Предлагалось в дополнение к традиционным функциям (автомобилестроение и химическая промышленность) сделать Тольятти крупным транспортно-коммуникационным узлом.
В 2007 году Сергей Жилкин защитил диссертацию на соискание ученой степени доктора экономических наук по теме «Совершенствование стратегического планирования развития города». Доцент.

## Покушение и смерть

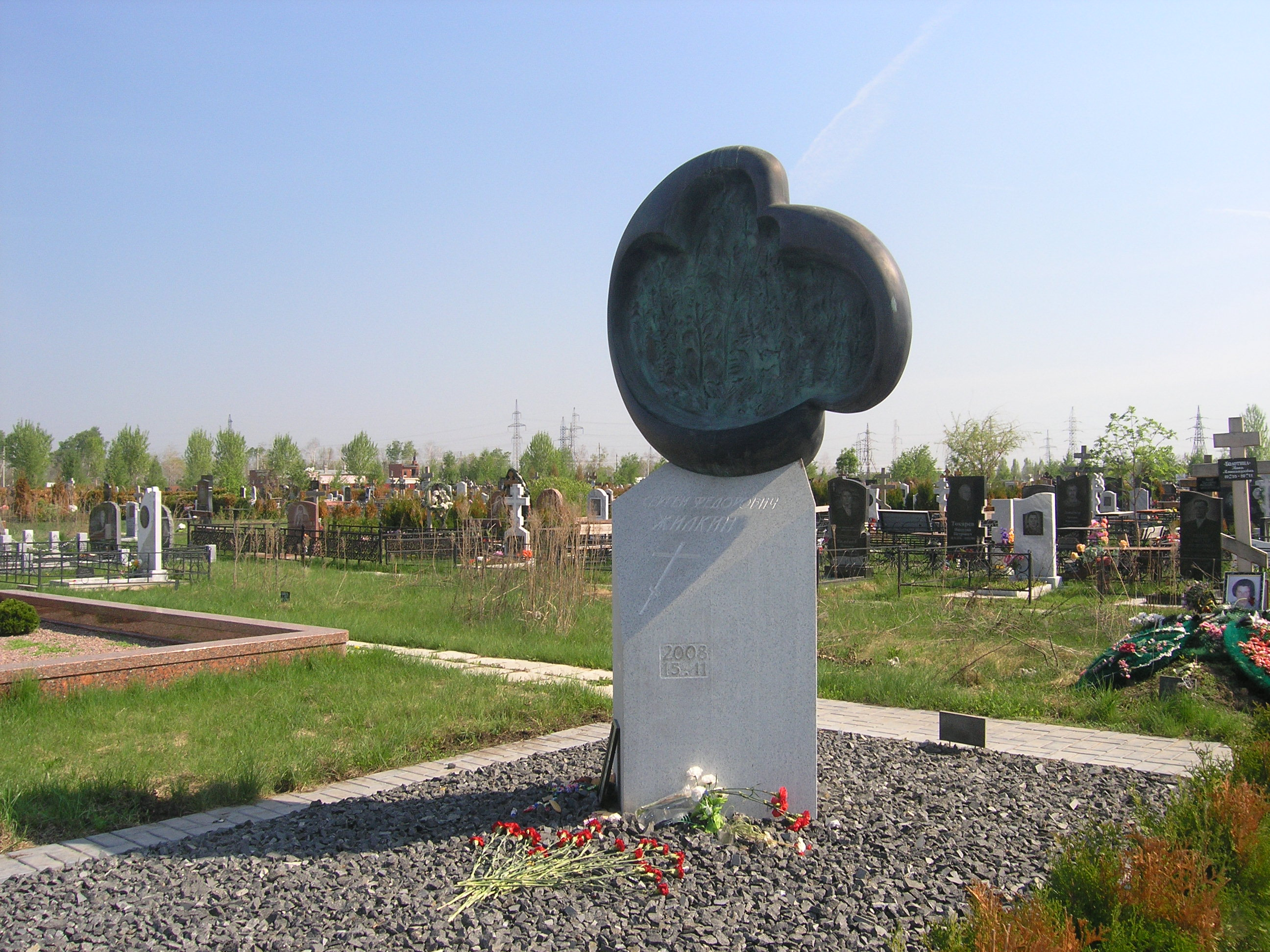
Могила Сергея Жилкина на Тольяттинском городском кладбище

15 ноября 2008 года на жизнь Сергея Фёдоровича было совершено покушение. Покушение произошло на территории санатория «Прилесье», где он принимал курс лечебных процедур. Двое неизвестных нанесли ему около 10 ударов ножом (по другим данным, заточкой) — в живот и область сердца. Около 10 часов утра по местному времени Жилкин был доставлен в хирургическое отделение МУЗ «Городская клиническая больница № 5 „МедВАЗ“» с множественными проникающими колото-резаными ранениями в состоянии клинической смерти. Реанимационные мероприятия, продолжавшиеся около 4 часов, не дали результата. Биологическая смерть была констатирована в 14 часов 10 минут.
Основная версия следствия — заказное убийство, связанное с профессиональной деятельностью ректора. Похоронен на Тольяттинском городском кладбище.

### Семья
Супруга Вера Жилкина — являлась держателем 8,5 % акций телефонной компании АИСТ, две дочери, сын. Старший брат Михаил Жилкин — в 1990-х был директором кабельного телевидения «Молодёжный телевизионный канал» (МТК) в 15-16 кварталах МЖК, работает главным инженером УСК Олимп.

### Награды
- Нагрудный знак «Почётный работник жилищно-коммунального хозяйства Российской Федерации».
- Медаль имени Николая Рериха

## Память
В 2021 году в рамках федерального проекта «Формирование комфортной городской среды», завершено строительство сквера имени Сергея Жилкина напротив библиотеки ДКИТ, стоимость работ из федерального бюджета составила 86 млн. рублей.